# اوزنیتسه
اوزنیتسه (به چکی: Oznice) یک منطقهٔ مسکونی در جمهوری چک است که در ناحیه وستین واقع شده‌است. اوزنیتسه ۶۱٫۴ کیلومتر مربع مساحت و ۳۳۲ نفر جمعیت دارد.